# Cognos
Cognos is een merknaam die door IBM wordt gebruikt voor activiteiten op het gebied van Business Intelligence en Business performance management.
Cognos was oorspronkelijk een Canadees bedrijf op het gebied van Informatietechnologie. Het werd in 1969 opgericht als Quasar Systems, maar veranderde haar naam in 1982 in Cognos. Het bedrijf hield zich aanvankelijk bezig met advieswerk. Rond 1980 ontwikkelde het enkele softwarepakketten en in de jaren 1990 legde het zich toe op Business Intelligence. Op 31 januari 2008, werd Cognos door IBM overgenomen.